# Sergio Vilar Báguena
Sergio Vilar Báguena (València, 18 de juny de 1935 - Barcelona, 22 d'octubre de 1998) va ser un sociòleg i escriptor valencià.

## Biografia
Doctor en Ciències Polítiques i Sociologia per la Universitat de la Sorbona de París, va exercir com a professor d'ambdues matèries en aquest centre universitari. Autor de nombrosos articles i col·laboracions, va ser secretari de redacció de la revista Destino i Papeles de Son Armadans, dirigida per l'escriptor i premi Nobel, Camilo José Cela. Amb Cela va col·laborar en la revista trimestral El Extremali. Va ser col·laborador de diversos mitjans de comunicació: La Vanguardia, Mundo Diario, El País i Diario 16.
Militant de esquerres durant el franquisme, va treballar en la coordinació dels diversos partits socialistes, fonamentalment amb el Partit Socialista d'Euskadi, el Partido Socialista Popular i els diversos grups que constituirien posteriorment el Partit dels Socialistes de Catalunya. Durant la clandestinitat va ingressar en el Partit Comunista d'Espanya (PCE), i després del seu trasllat a Catalunya, va fer el propi en el Partit Socialista Unificat de Catalunya (PSUC), referent català del PCE. Va col·laborar a les pàgines culturals del setmanari comunista, Mundo Obrero. Durant la seva militància comunista va discrepar obertament dels mètodes analítics i organitzatius interns, optant en 1978 per donar-se de baixa com a militant. Després d'intentar infructuosament obtenir plaça com a catedràtic a diverses universitats, va continuar escrivint. En 1986 va rebre el Premi Espejo de España per La década sorprendente. 1976-1986, un estudi sobre la transició espanyola. Va morir a l'hospital de la Vall d'Hebrón d'una malaltia cardíaca el 22 d'octubre de 1998.

## Obres
- La década sorprendente. 1976-1986
- La oposición a la dictadura, 1939-1969
- El poder está en la calle (1968), pel que hagué d'exiliar-se a França
- Cuba, socialismo y democracia (1973)
- La naturaleza del franquismo (1977)
- El viaje y la utopía (1985)
- La universidad, entre el fraude y la irregularidad (1987)
- El futuro de la cultura (1988)
- El disidente (1981)
- Por qué se ha destruido el PCE (1986).
- Carta abierta al Rey Juan Carlos (1991),
- La nueva racionalidad: comprender la complejidad con métodos transdisciplinarios (1997)